# Haze (filme de 2005)
Haze (ＨＡＺＥ ヘイズ) é um filme japonês de 2005 dos gêneros mistério e terror, escrito e dirigido por Shinya Tsukamoto que também atua no filme. Depois de ser exibido em vários festivais internacionais em 2005, o filme estreou nos cinemas em 4 Março de 2006 no Japão.
Existem duas versões do filme: o lançamento original, com a duração de 25 minutos e a versão intitulada de "Versão Longa", pelo diretor Shinya Tsukamoto de 49 minutos.

## Trama
Um homem acorda em um pequeno espaço de concreto com um sangramento no abdômen. Ele mal consegue se mover e não se lembra de por que ou como ele chegou ali. Rastejando, ele finalmente conhece uma mulher e eles tentam juntar as peças de suas vidas passadas.

## Elenco
- Shinya Tsukamoto
- Kaori Fujii (藤井かほり)
- Takahiro Murase (村瀬貴洋)
- Takahiro Kandaka (神高貴宏)
- Masato Tsujioka
- Mao Saito (さいとう真央)

## Recepção
Keith Uhlich da Slant Magazine avaliou o filme com três estrelas e meia de quatro, escrevendo: "Muitos diretores sem dúvida adotariam uma perspectiva divina do herói de Haze, mas Tsukamoto prefere um estilo de câmera íntimo que compensa a violência do filme de gênero efundamenta seu filme em uma perspectiva terrivelmente mortal." Niina Doherty, do HorrorNews.net, deu uma crítica positiva ao filme, elogiando a atmosfera claustrofóbica, o design de som e a cinematografia do filme.